# 阿图尔·扎内蒂
阿图尔·扎内蒂（葡萄牙語：Arthur Zanetti，葡萄牙語發音：[aɾˈtuɾ zɐˈnɛt͡ʃi]；1990年4月16日—），中文界多称为纳巴里特（Nabarrete），巴西男子体操运动员。阿图尔·扎内蒂在2012年伦敦奥运会男子吊环比赛中获得金牌。
阿图尔·扎内蒂曾获2011年世锦赛吊环银牌、2011年世界大学生运动会吊环金牌等奖项。在2012年8月6日的伦敦奥运会男子吊环决赛中以15.900分获得金牌，这也是巴西历史上的首枚体操金牌。
意大利隊在接受媒體訪問時表示「不可思議」，他們認為“正確的結果”應該是陳一冰冠軍，意大利的莫蘭迪亞軍，巴西的納巴雷特應只得銅牌。